# Давлетчин, Фараби Мухтарович
Фараби Мухтарович Давлетчин (род. 20 июня 1987 года, Алма-Ата) — казахстанский спортсмен, Чемпион мира по Тхэквондо и хапкидо, Чемпион Евразии по тхэквондо и хапкидо, Чемпион Европы по тхэквондо и хапкидо, Чемпион Казахстана по каратэ среди юниоров

## Биография
Родился 20 июня 1987 года в г. Алма-Ата, Казахстан.) Является автором популярной эстафеты #BottleCapChallenge, которая затем была продолжена такими известными людьми, как Джейсон Стэтхем, Конор Макгрегор, Гай Ричи, Джон Майер, Шакил О'Нил, Джастин Бибер, Мэрайя Кэри и другие. Основатель школы по тхэквондо White Tiger Dojo.
В 2004 году основал школы боевых искусств White Tiger Dojo.
В 2015 году был назван спортсменом года в Казахстане.

## Достижения
- Чемпион мира по Тхэквондо (2014 год)
- Чемпион мира Хапкидо (2014 год)
- Двукратный чемпион Евразии по Тхэквондо (2013, 2014 год)
- Чемпион Европы по Тхэквондо (2015 год)
- Чемпион Европы по Тхэквондо (2016 год)
- Чёрный пояс 2 Дан по АйкидоЧерный пояс 4 Дан по Тхэквондо